# Kaartnoorden
Het kaartnoorden of grid-noorden geeft op een kaart de richting van het noorden aan. Tegenwoordig is op kaarten het noorden meestal aan de bovenzijde. Met het kaartnoorden ligt de oriëntatie van de kaart vast. Op oude kaarten werd vaak het oosten als bovenzijde van de kaart genomen. Het woord oriëntatie, oriënt is oosten, verwijst daar nog naar. 
Kaarten zijn vaak voorzien van een rooster (grid) dat op het kaartnoorden is georiënteerd. Doordat de aarde een bol is en een kaart een plat vlak, treedt er altijd een vervorming op. Bij veel kaartprojecties loopt de richting van het geografische noorden niet voor alle punten op de kaart evenwijdig aan de kaartrand (het kaartnoorden). In oost-Nederland ligt het geografische noorden op de topografische kaart (met stereografische projectie) iets westelijk (afnemend tot -1,5°), in het westen juist iets oostelijk (oplopend tot +1,5°). Deze afwijking noemt men meridiaanconvergentie. Alleen op de meridiaan door de O.L. Vrouwekerk te Amersfoort, het centrum van het  Nederlandse Rijksdriehoeksnet, is de afwijking 0°.
Dit is goed zichtbaar in de hiernaast afgebeelde kaart, waar veel grenzen van de westelijke staten langs de parallellen en meridianen lopen. De grenslijnen lopen op de kaart niet precies horizontaal en verticaal. Alleen in het midden van de kaart is het noorden precies boven. 

## Relatie met relatieve richtingen

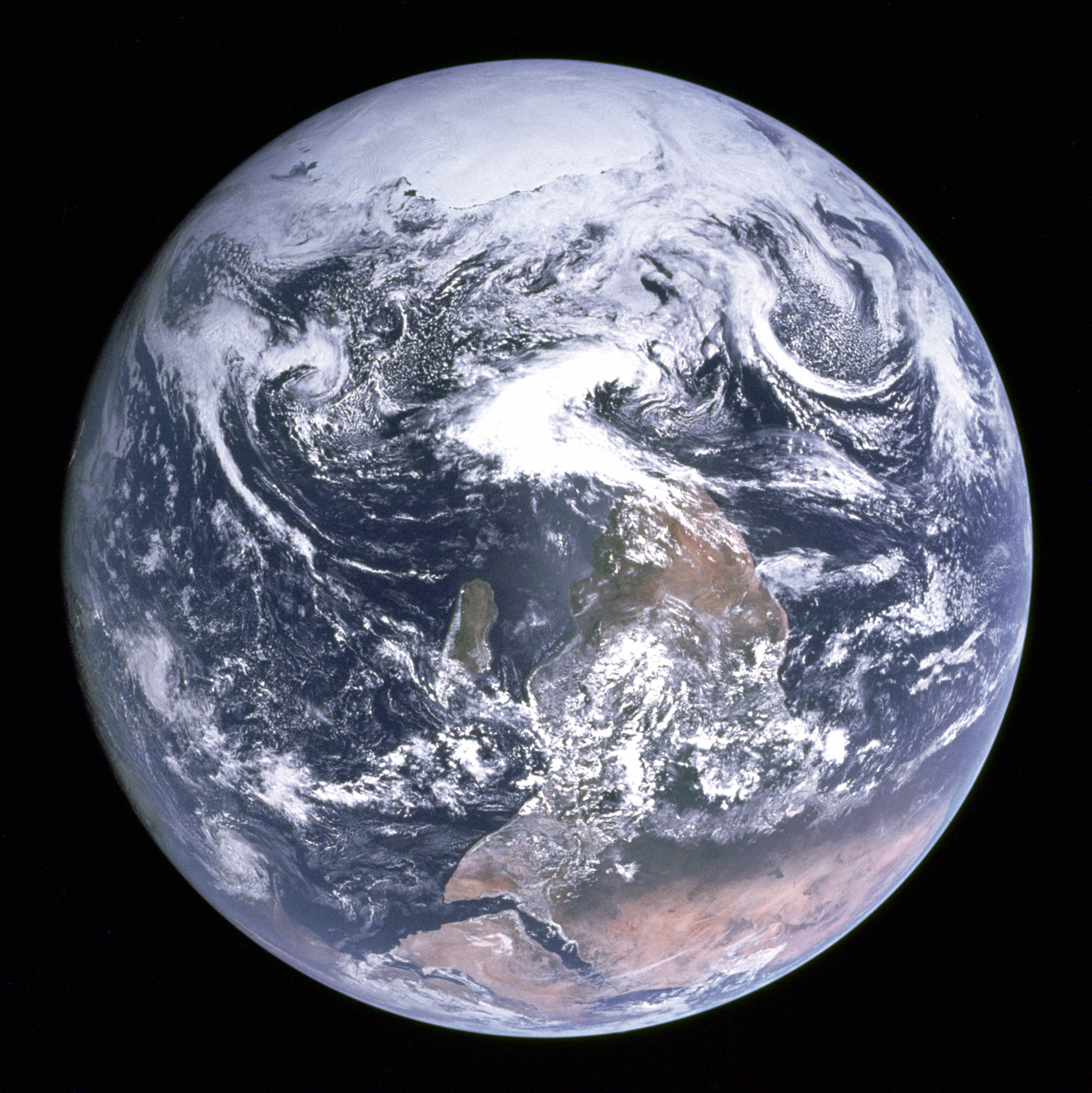
In de originele foto van de Blue Marble was de Zuidpool boven, vanwege de richting waarin de Apollo 17 reisde op dat moment. In de meeste publicaties wordt deze foto echter omgedraaid met het noorden boven, omdat in moderne tijden mensen gewend zijn dat het noorden altijd bovenaan is.

Op moderne kaarten wordt het noorden haast altijd boven afgebeeld, het zuiden beneden, het westen links en het oosten rechts. 
Bij een kaart van Antarctica is meestal de nulmeridiaan boven. Op oudere kaarten is het noorden echter soms beneden, links of rechts, afhankelijk van voor wie het gebruik van de kaart bedoeld was.
Bij sterrenkaarten is ook het noorden boven en het zuiden beneden, maar het westen is rechts en het oosten links. Dit houdt verband met het feit dat men de sterren ziet door naar boven te kijken.
Bij een kaart van de maan of een planeet wordt meestal het noorden beneden getoond. In een normale telescoop staat het beeld immers omgekeerd.